# Ministère du Secrétariat d’État
Le ministère du Secrétariat d’État (en indonésien : Kementerian Sekretariat Negara, parfois désigné par son abréviation Setneg) est un ministère du cabinet de la république d'Indonésie chargé de fournir un appui technique, administratif et analytique au président et au vice-président dans l'exercice de leurs pouvoirs exécutifs. Le ministre du secrétariat d’État actuel est Pratikno. 

## Liste des ministres du Secrétariat d’État
1. Abdoel Gaffar Pringgodigdo
2. Mohammad Ichsan et Abdul Wahab Surjodiningrat
3. Alamsyah Ratu Perwiranegara
4. Sudharmono
5. Moerdiono
6. Saadilah Mursjid
7. Akbar Tandjung
8. Muladi
9. Alirahman
10. Bondan Gunawan
11. Djohan Effendi
12. Bambang Kesowo
13. Yusril Ihza Mahendra
14. Hatta Rajasa
15. Sudi Silalahi
16. Pratikno

## Organisation
- Secrétaire du ministère
- Secrétaire du président
- Secrétaire du vice-président
- Secrétaire militaire du président
- Ministre délégué au droit et à la justice
- Ministre délégué aux unités administratives
- Ministre délégué aux sciences humaines